# SAXESS
SAXESS är det handelssystem som utvecklats av OMX. SAXESS används vid Oslo börs med flera börser i Asien och Nordamerika. Stockholmsbörsen använde tidigare SAXESS, men bytte den 8 februari 2010 till det Nasdaq utvecklade systemet INET.

## SAXESS vid Oslo börs
I Oslo börs handlas främst aktier, premieobligationer, konvertibla skuldebrev, warranter och andra räntebärande obligationer. Kommunikation med handelssystemet SAXESS sker med finansiella transaktionsprotokollet XTP. Börsmäklarna handlar från sina kontor med hjälp av handelsklienter som är kopplade direkt eller indirekt till börsen.

### Handel
SAXESS är ett orderbaserat system där de flesta affärer sker genom att köp- och säljorder sammanförs automatiskt till avslut när köp- och säljkurs stämmer överens (s.k. automatisk matchning). Enligt de bestämmelser som gäller för bland annat Stockholmsbörsen ställs inte krav på att en order måste avslutas i orderboken när det är fråga om handel mellan två kunder hos samma medlemsinstitut eller när en kunds order utförs genom att institutet går in som motpart med finansiella instrument ur sitt eget lager. En stor del av handeln i noterade instrument kan alltså ske utanför den automatiska matchningen. Sådan handel skall dock redovisas genom att börsmedlemmen själv skall rapportera sådana avslut till SAXESS med uppgifter om priset.

### Kursinformation
Genom SAXESS får mäklarna information om orderläget i realtid. Presentationen sker i form av orderböcker, där kursvillkor och volym för varje enskild medlems order i de olika instrumenten framgår. Mäklarna kan också få annan information via systemet, till exempel marknadssammanfattningar, avslutsinformation, indexinformation och andra rapporter. För allmänheten finns en rad kanaler för att få information om kurserna. Den högsta köpkursen och den lägsta säljkursen hamnar högst upp i orderboken. Om priset är detsamma för flera order, sorteras de efter den tidpunkt då de registrerades i systemet.
Orderboken för aktier är indelad i klasserna handelspostorder, blockhandelsorder och småhandelsorder. Handelspostorder utgörs av order som uppgår till den minsta volym som enligt börsens bestämmelser tillåts påverka uppgiften om senaste betalkurs.

### Internethandel
Order som skickas via Internet deltar på samma villkor som order inlagda genom en mäklare hos ett institut. En sådan order behandlas som handelspostorder i den mån den motsvarar en hel handelspost och i övrigt som en småorder. I orderboken syns enbart att det är en order från den börsmedlem som tillhandahåller Internet-handelstjänsten. Ordern läggs alltså i medlemmens namn i systemet. Innan den når handelssystemet på börsen måste en sådan order emellertid inordnas i tidsprioritet i förhållande till andra order på samma kursnivå som skall lämnas i samma börsmedlems namn, d.v.s. i förhållande till andra kunder med automatisk orderförmedling och andra parallella orderflöden inom medlemmens verksamhet.

### Handelsdag
Börsdagen (handelssystemets öppethållande) är indelad i förhandelssession, handelssession och efterhandelssession. Under förhandelssessionen och efterhandelssessionen sker inga avslut i systemet. Då är handelssystemet öppet för ändring och makulering av avslut. Under förhandelssessionen är systemet dessutom öppet för inläggning av order och för manuell avslutsregistrering. Handelssessionen inleds med en elektronisk öppningsauktion i form av en s.k. öppen call. Denna innebär att deltagarna kan se jämviktspriset och de bud som ligger närmast varandra samt vilka volymer som finns på respektive nivå. Där visas dock inga uppgifter om vem som har lagt de olika buden. Efter att den elektroniska matchningen har skett uppnås ett jämviktspris som utgör startpris för dagen. Jämviktspriset är inte nödvändigtvis det priset där de flesta aktier byter ägare. Syftet med en öppningsauktion är att få ett rättvisande marknadspris som officiell öppningskurs. Uppropsfasen, under vilken mäklarna kan lägga in order, inleds vid Stockholmsbörsen kl. 09.15 för samtliga aktier. Den första aktien får sitt jämviktspris kl. 9.30, som är den officiella öppningstidpunkten för handeln. Efter hand som de olika aktierna fått sin öppningskurs övergår handeln med respektive aktie till kontinuerlig handel. Redan några sekunder efter det att handeln har inletts kan priset alltså vara ett annat än jämviktspriset. Beroende på utformningen av ordervillkoren flyttas de order som inte avslutats över till den kontinuerliga handeln. Kontinuerlig handel sker därefter löpande under dagen genom att de vid varje tid giltiga köp- respektive säljorder som till kurs och volym motsvarar varandra sammanförs till avslut genom automatisk matchning. Matchningen sker efter orderprioritet på så sätt att handelspostorder har företräde framför småhandelsorder. Därefter prioriteras efter kurs, d.v.s. lägsta sälj- och högsta köpkurs. För order med samma kurs sker prioritering efter den tidpunkt då de olika orderna lades in i orderboken. Prioriteten ändras inte om en ordervolym minskas. I de flesta andra fall betraktas ändringar som en makulering i förening med ny order, varvid den nya ordern anses lagd då ändringen skedde. Även avslutningen av börsdagens handel sker genom en call, stängningsauktionen. Genom stängningsauktionen fastställs dagens officiella slutkurser. Avslutskursen fastställs på motsvarande sätt som öppningskursen. I öppnings och stängningsauktionerna ingår endast order som motsvarar hela handelsposter. Mindre order och delar av order som inte helt motsvarar en handelspost överförs till den kontinuerliga handeln för småorder samma eller nästa börsdag, såvida inte annat följer av villkoret för orderns giltighet.

### Avslut och clearing
Så fort en affär avslutats skickas information till lämpligt clearinginstitut, vid Stockholmsbörsen till Värdepapperscentralen (VPC) där affären avvecklas.